# Есиј
Есиј (фр. Essuiles) насеље је и општина у североисточној Француској у региону Пикардија, у департману Оаза која припада префектури Клермон.
По подацима из 2011. године у општини је живело 551 становника, а густина насељености је износила 40,69 становника/km². Општина се простире на површини од 13,54 km². Налази се на средњој надморској висини од 100 метара (максималној 146 m, а минималној 80 m).

## Демографија
| 1962. | 1968. | 1975. | 1982. | 1990. | 1999. | 2011. |
| ----- | ----- | ----- | ----- | ----- | ----- | ----- |
| 237   | 279   | 251   | 313   | 391   | 452   | 551   |

График промене броја становника у току последњих година